# وينثروب بالمر
وينثروب هيل «دينغ» بالمر، الابن (بالإنجليزية: Winthrop Palmer)‏ (5 ديسمبر 1906 - 4 فبراير 1970) كان لاعب هوكي الجليد أمريكي شارك في دورة الألعاب الأولمبية الشتوية 1932.

## روابط خارجية
- وينثروب بالمر على موقع EliteProspects.com (الإنجليزية)
- وينثروب بالمر على موقع Eurohockey.com (الإنجليزية)
- وينثروب بالمر على موقع HockeyDB.com (الإنجليزية)
- وينثروب بالمر على موقع أوليمبيديا (الإنجليزية)